# Pilar García Muñiz
Pour les articles homonymes, voir Muniz.
 (février 2016).
Si vous disposez d'ouvrages ou d'articles de référence ou si vous connaissez des sites web de qualité traitant du thème abordé ici, merci de compléter l'article en donnant les références utiles à sa vérifiabilité et en les liant à la section « Notes et références ».
Pilar García Muñiz, née le 21 mars 1974 à Madrid (Espagne), est une journaliste et présentatrice de télévision espagnole.

## Biographie
Pilar García Muñiz est licenciée en sciences de l'information de l'Université complutense de Madrid.
Elle rejoint TVE en 1999 où elle présente les informations sur la chaîne d'infos en continu Canal 24 Horas.
Entre le 6 juillet 2005 et le 30 juin 2011, elle présente l'émission España Directo tous les après-midis sur la première chaîne de TVE.
Depuis août 2013, elle présente le Telediario 1 (journal de la mi-journée) sur la première chaîne de TVE.